# The American Interest
The American Interest (AI) är en konservativt inriktad amerikansk tidskrift som fokuserar på utrikespolitik, internationella relationer, global ekonomi och olika områden som relaterar till det militära. 

## Kända skribenter
Tidskriften använder sig av etablerade skribenter såsom Andrew J. Bacevich, Stephen Biddle, Niall Ferguson, John Lewis Gaddis, Bernard-Henri Lévy, Robert D. Kaplan, Walter Russell Mead, Ralph Peters och Robert Reich. 